# Вигодарцере
Вигодарцере (итал. Vigodarzere) је насеље у Италији у округу Падова, региону Венето.
Према процени из 2011. у насељу је живело 6278 становника. Насеље се налази на надморској висини од 14 м.

## Становништво
| 1931. | 1936. | 1951. | 1961. | 1971. | 1981. | 1991. | 2001.  | 2011.  |
| ----- | ----- | ----- | ----- | ----- | ----- | ----- | ------ | ------ |
| 5.937 | 6.086 | 6.679 | 7.006 | 8.073 | 8.614 | 9.433 | 11.702 | 12.885 |